# Ribeirão Preto
Ribeirão Preto este un oraș în São Paulo (SP), Brazilia.